# تاریخ اتحادیه اروپا

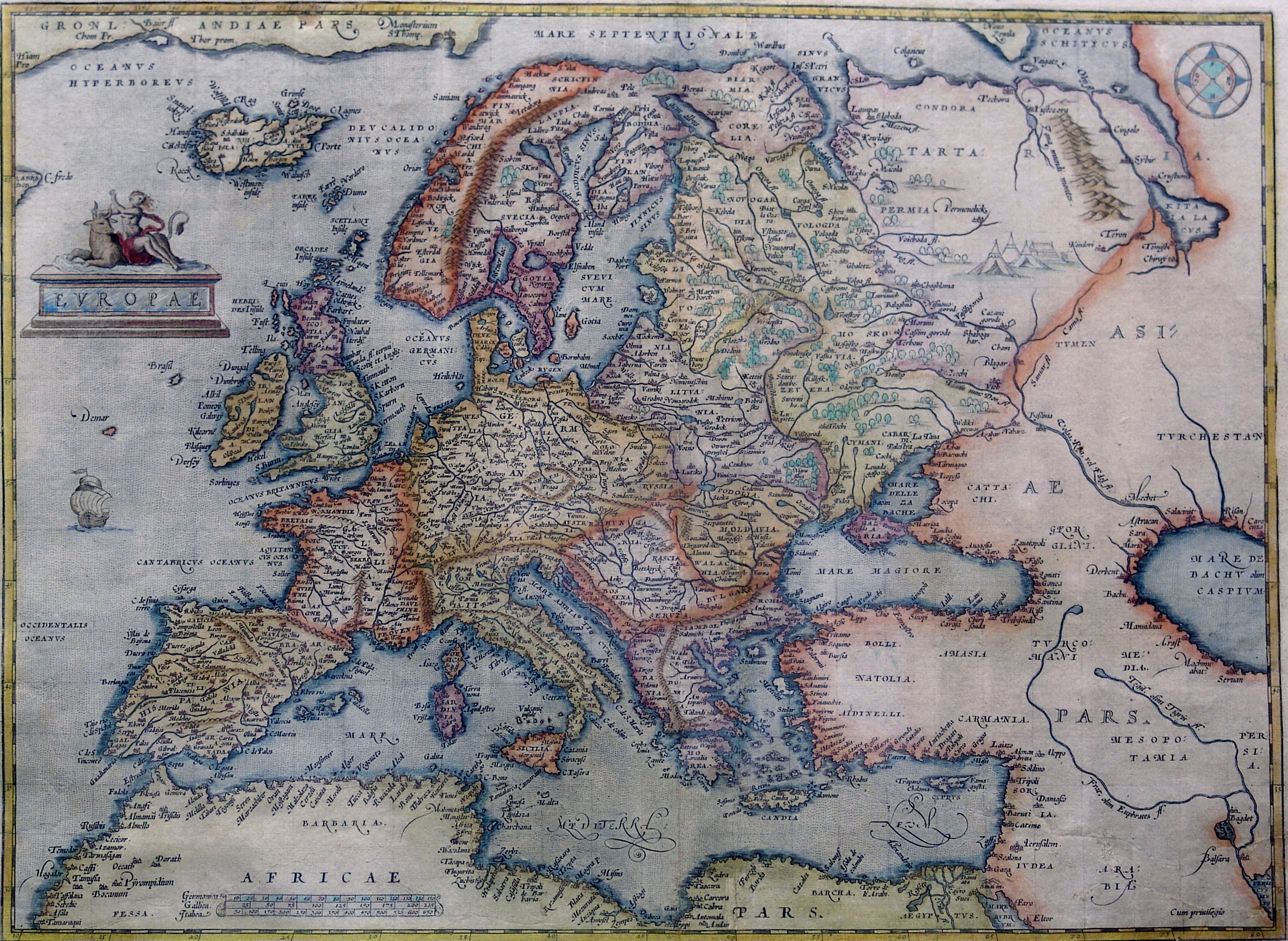
اروپا توسط نقشه‌بردار آنتورپ آبراهام اورتلیوس در سال ۱۵۹۵ به تصویر کشیده شده‌است

اتحادیه اروپا در دهه ۹۰ میلادی ۱۲ عضو داشته و اسپانیا و پرتغال بعداً اضافه شده و در نهایت تعداد اعضای آن به ۱۴ عضو می‌رسد. وعلت ۱۲ ستاره طلایی بر روی پرچم آبی رنگ اتحادیه اروپا نیز به همین دلیل می‌باشد؛ و اینکه تعداد اعضا را ۱۳ کشور دانسته و با سوئد و دو کشور دیگر به ۱۵ عضو رسیده صحیح بنظر نمی‌رسد.

## روند تاریخی شکل‌گیری اتحادیه اروپایی
بعد از جنگ جهانی دوم و اتفاقات پیش آمده در جنگ و تجاربی که در آن زمان توسط کشورهای اروپایی کسب شد چندین کشور اروپائی تمایل زیادی داشتند که با هم همکاری کنند تا از بروز جنگ‌های جدید پیشگیری کنند. از اینرو شش کشور در سال ۱۹۵۲ «بازار مشترک اروپائی زغال‌سنگ وفولاد» را بنیان نهادند. آنان بر آن بودند تا در کار تولید زغال‌سنگ و فولاد که مواد خام مهمی برای صنایع نظامی بود، با همدیگر همکاری کنند. آن کشورها بر آن بودند که از این راه مانع شوند تا یک کشور دوباره به تنهائی زرادخانه خود را تجهیز کند. این نخستین گام در پیدائی اتحادیه اروپا بود. این همکاری در سال ۱۹۵۸ گسترده‌تر شد و کالاهای دیگر، خدمات و سرمایه را نیز دربر گرفت. سپس همه این همکاری بازار مشترک نام گرفت و به اختصار «ا. گ» نامیده شد. همکاری بازار مشترک با گذشت زمان از جمله محیط زیست، کشاورزی و ترابری را نیز دربر گرفت. در سال ۱۹۹۳ بازار مشترک تبدیل به اتحادیه اروپا (ا. او) شد. آنگاه این امکان برای کشورهای عضو پدید آمد تا بتوانند مشترکاً در مسائل سیاست خارجی اقدام کنند. از آن زمان تاکنون ۱۵ کشور دیگر نیز عضو اتحادیه اروپا شده‌اند و این موضوع بر چگونگی همکاری کشورهای عضو نیز اثر نهاده‌است.

## اتحادیه اروپا در دهه نود

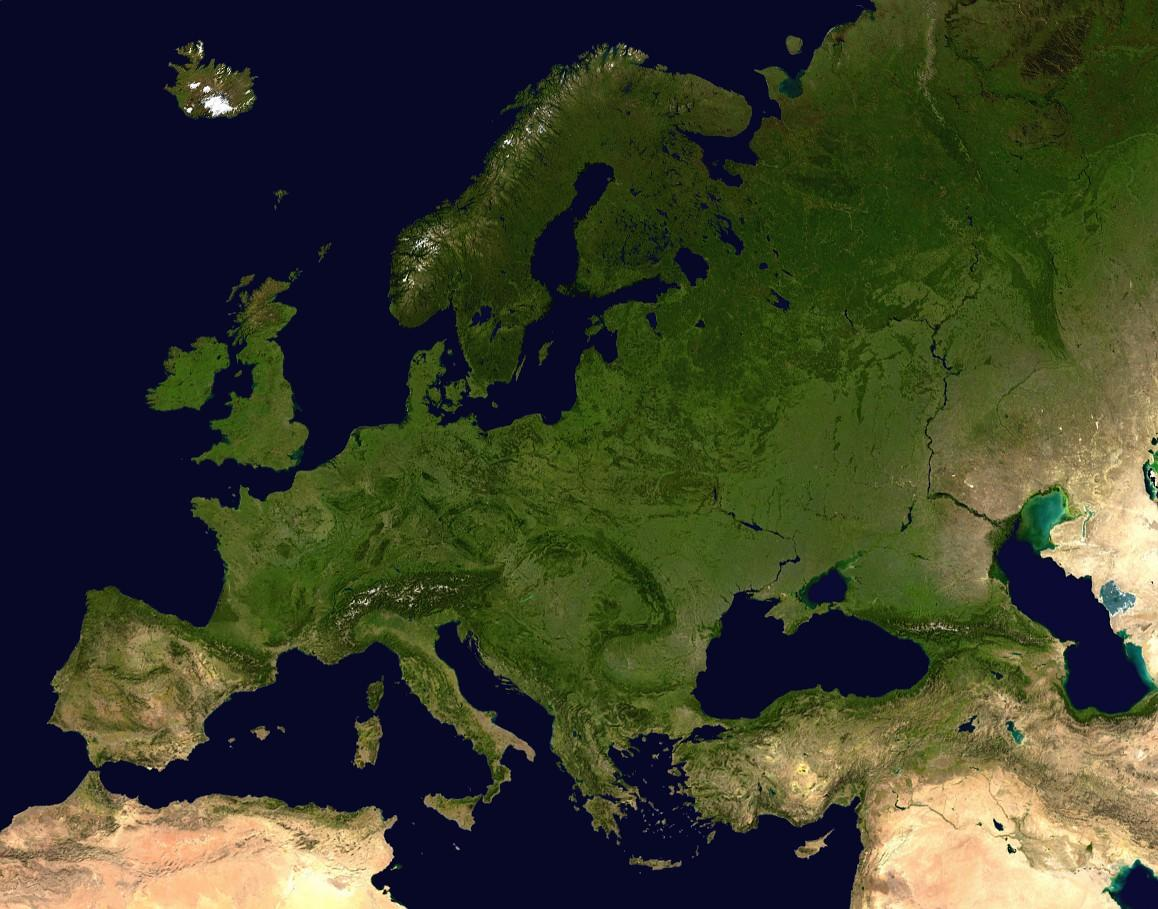
تصویر ماهواره‌ای از قاره اروپا

در دهه ۹۰ شاهد تحولات بسیار گسترده‌ای در قاره اروپا و روابطی که این قاره در سطح بین‌الملل ایفا می‌کرد بودیم، پس از پایان جنگ سرد و و فروپاشی بلوک کمونیست، تغییرات بسیاری در سطح این قاره کهن به وجود آمد. ابتدای دهه ۹۰ بود که دیوار برلین برداشته شد، مرزبندی و تقسیم اروپا از شرقی و غربی از میان برداشته شده و ما شاهد یک اروپای واحد شدیم. کشورهای اروپایی با فروپاشی شوروی شرایطی را فراهم کردند که همگرایی را در راس اولویت‌های سیاست خارجی خود قرار دادند. در این دهه بود که هویت اروپایی شکل گرفت.
در دسامبر۱۹۹۱ با امضای پیمان ماستریخت، اتحادیه اروپا تشکیل شد و جانشین جامعه اروپا شد. اتحادیه اروپا با تأسیس خود برای اولین بار مفهوم شهروند اروپایی را به وجود آورد و هدف از آن، افزایش همکاری‌های بین دولتی در امور مالی و اقتصادی، همچنین ایجاد سیاست خارجی و امنیتی مشترک و همکاری در امور قضایی و داخلی کشورهای عضو بود. با امضای پیمان ماستریخت، اتحادیه اروپایی تحت نظارت شورای اروپایی متشکل از سران کشورها و دولتها درآمد. پیمان ماستریخت یا معاهده اتحادیه اروپایی، معاهده مؤسس اتحادیه اروپایی محسوب می‌شد که از سوی سران دولت‌های عضو جامعه اروپا در دسامبر ۱۹۹۱ تصویب و در ۷ فوریه ۱۹۹۲ به امضا رسید و از سال ۱۹۹۵ لازم‌الاجرا شد. بر اساس این معاهده به شهروندان هر یک از دولت‌های عضو، عنوان «شهروندی اروپا» اعطا گردید.
در ژانویه ۱۹۹۵ کشورهای اتریش، فنلاند و سوئد با پذیرش پیمان ماستریخت به اتحادیه اروپا ملحق شدند و بدین ترتیب تعداد اعضای اتحادیه به ۱۵ کشور (آلمان، فرانسه، ایتالیا، اسپانیا، انگلیس، بلژیک، هلند، یونان، لوکزامبورگ، ایرلند، دانمارک، پرتغال، اتریش، فنلاند وسوئد) افزایش یافت. در سال ۱۹۹۷ پیمان آمستردام به امضای ۱۵ عضو اتحادیه رسید و براساس آن اقدامات تازه‌ای به منظور همگرایی بیشتر به عمل آمد.

## اتحادیه اروپا در قرن بیست و یکم
برنامه گسترش اتحادیه به سوی شرق و جنوب اروپا بعد از مذاکرات صورت‌گرفته در سال ۲۰۰۴ با عضویت ۱۰ عضو جدید و با در نظرگیری انجام تمام شرایط تعیین‌شده برای الحاق، به وجود آمد. لهستان، مجارستان، جمهوری چک، اسلوونی، قبرس، اسلواکی، استونی، لتونی، لیتوانی و مالت از اول ماه مه ۲۰۰۴ رسماً به اتحادیه اروپا پیوستند و اتحادیه ۲۵ کشوری را به وجود آوردند. پیوستن ۱۰ کشور اروپای مرکزی، شرقی و جنوبی بزرگ‌ترین و بی‌سابقه‌ترین روند وحدت اروپاست. بلغارستان، رومانی از ابتدای سال ۲۰۰۷ پیوستند و کرواسی، مقدونیه شمالی
، آلبانی و ترکیه در مرحله بعدی قرار دارند.

## پول واحد اروپا
وحدت پولی اروپا با واحد یورو نمایانگر نقطه عطف و بزرگ‌ترین سمبل در روند متحد شدن و یکپارچگی اروپا و بزرگ‌ترین تلاش برای یکسان‌سازی واحدهای پولی در جهان است. کشش به سمت پول واحد نماد هویت مشترک اروپا و سمبل وحدت آن است. یورو پول واحد اروپا از اول ژانویه ۲۰۰۲ در ۱۲ کشور عضو اتحادیه اروپا به گردش درآمد و رسماً به عنوان پول رایج کشورهای عضو مطرح شد. گفته می‌شد که ایجاد پول مشترک به وحدت سیاسی و رونق اقتصادی اروپا کمک خواهد کرد. یکپارچگی پولی یکی از آخرین و مهم‌ترین مراحل اتحاد اقتصادی و در نهایت سیاسی اروپاست.

## ماهیت اتحادیه اروپا
اتحادیه اروپا بیشتر یک سازمان بین‌المللی است تا یک دولت فدرال و یک ساختمان پیوندی و چند رگه و یک ترکیب مختلط از عوامل بین‌دولتی و فوق‌ملی دارد. کمیسیون، پارلمان و دیوان دادگستری اروپا صور فوق ملی آن و شورای اروپایی وجه دیگر آن است. قوانین اتحادیه اروپا الزامی و اجباری است و بر قوانین داخلی کشورهای عضو تفوق و برتری دارد.
در حال حاضر اتحادیه اروپا از ۲۷ کشور تشکیل شده و این کشورها روی هم رفته تقریباً ۵۰۰ میلیون نفر جمعیت دارند. کشورهای بیشتری از جمله ایسلند، کرواسی وترکیه نیز مایلند عضو اتحادیه اروپا شوند.